# Kap Rey
Das Kap Rey ist ein Kap aus dunklem Fels an der Loubet-Küste des Grahamlands auf der Antarktischen Halbinsel. Am nordwestlichen Ende der Pernik-Halbinsel liegt es zwischen dem südwestlichen Ende der Einfahrt zur Darbel Bay und dem nordöstlichen Ende des Lallemand-Fjords.
Teilnehmer der Fünften Französischen Antarktisexpedition (1908–1910) unter der Leitung des Polarforschers Jean-Baptiste Charcot entdeckten das Kap. Charcot benannte es nach Leutnant Joseph Jean Justine Rey (1873–1930) von der Marine nationale française, der an Charcots erster Antarktisexpedition (1903–1905) als Meteorologe teilgenommen hatte.